# Idolish7
Idolish7 (яп. アイドリッシュセブン айдориссю сэбун, стилизовано как IDOLiSH7) — японская ритм-игра, разработанная и опубликованная Bandai Namco Online в сотрудничестве с музыкальной компанией Lantis для Android и iOS, впервые вышедшая в Японии 20 августа 2015 года. Дизайн персонажей в проекте выполнен Ариной Танэмурой. По Idolish7 выпущено несколько книг и манг. Аниме-сериал студии Troyca транслировался с января по май 2018, второй сезон аниме - с апреля по декабрь 2020 года. Альбом Regality, связанный с серией, стал первым альбомом мужской «вымышленной» группы, занявших первое место в недельном чарте Oricon Albums Chart.

## Сюжет
Игрок берёт на себя роль Цумуги Таканаси, неопытного менеджера новой группы идолов в агентстве ее отца. Группа называется Idolish7 и в неё входят 7 исполнителей, каждый со своим уникальным характером и прошлым. Она должна тренировать их и сделать звездами, в то же время противостоя трудностям развлекательной индустрии.

## Персонажи
Цумуги Таканаси (яп. 小鳥遊 紡 Таканаси Цумуги, сэйю: Сатоми Сато) — главная героиня и менеджер группы Idolish7. Она упорно работает, чтобы раскрутить их, и старается всегда оставаться позитивной. В игре игрок берёт на себя управление ей и может изменить ее имя. Ходили слухи, что образ основан на дизайнере персонажей Арине Танэмуре, но Bandai Namco опровергли их.

### Idolish7
- Иори Идзуми (яп. 和泉 一織 Идзуми Иори, сэйю: Тосики Масуда) — рациональный и талантливый член группы. Хладнокровный и вежливый, может успешно справиться с любой задачей, но довольно остёр на язык. Как отражение его характера, его костюмы обычно имеют длинные рукава и более закрытые, чем у других.[7] Он выступает «тайным» менеджером группы: постоянно советует Цумуги о том, как развивать группу, и даже составляет планы за неё. Изначально стал идолом, чтобы выполнить мечту своего брата Мицуки, но постепенно втянулся и стал наслаждаться работой и общением с окружающими. Он всё ещё учится в школе.
- Ямато Никайдо (яп. 二階堂 大和 Никайдо: Ямато, сэйю: Юсукэ Сирай) — самый старший член группы, выполняет роль «старшего брата» для остальных. Он лидер Idolish7 и гениальный актер. Отличительная черта его образа — очки.[7] Хотя внешне он выглядит отчужденным, внутри он сильно переживает за остальных. Его дизайн был первым из созданных, так как дизайнер посчитала, что работать с четко прописанными деталями (очки) будет легче. В его костюме также отсутствуют рукава, что должно отражать его легкий характер.[7]
- Мицуки Идзуми (яп. 和泉 三月 Идзуми Мицуки, сэйю: Цубаса Ёнага) — энергичный член группы, всегда задающий настроение, а также старший брат Иори. По задумке создателей, он должен быть «маленьким и милым» членом группы.[8] Он мечтает стать таким же известным как его кумир легендарный идол Зеро. Изначально он много раз проваливался на прослушивании, из-за чего иногда теряет уверенность в себе, пока не находит свои таланты — быть ведущим и комедиантом. В первоначальных набросках он и его брат Иори имели волоса одного цвета, но представитель Bandai Namco Entertainment разрешил дизайнеру сделать их разными.[7]
- Тамаки Ёцуба (яп. 四葉 環 Ёцуба Тамаки, сэйю: KENN) — танцевальный гений группы, обладает отличными рефлексами и может танцевать на уровне профессионалов. Тамаки вспыльчив и следует за своими эмоциями, но всегда с лучшими намерениями. Ходит в одну школу с Иори, и тому часто приходится буквально затаскивать Тамаки на занятия. Вырос в приюте после того, как его мать умерла, а отец оставил семью. Стал идолом, чтобы найти сестру Аю, так как её удочерили и он потерял с ней связь. Обожает королевский пудинг, с помощью которого легко выиграть его расположение. Является частью саб-группы MEZZO вместе с Сого. Самый высокий член группы,[8] хотя по изначальному плану он должен был выглядеть младше всех и быть наименьшего роста. Арина Танэмура пропустила этот момент при создании наброска и сдала изображение более взрослого Тамаки. Компании оно понравилось, и они переписали персонажа под него.[8]
- Сого Осака (яп. 逢坂 壮五 О:сака Со:го, сэйю: Ацуси Абэ) — разносторонний член группы, способный справиться с любой песней или танцем. Он добрый и отзывчивый, но злить его не стоит. Из-за своего характера ему сложно высказывать своё мнение. Сого родом из богатой семьи, которая не одобряет его интерес к музыке. Вместе с Тамаки составляет саб-группу MEZZO. В изначальных планах в описании его характера значилось «яндэрэ», что доставило проблемы дизайнеру.[8] В итоге его образ приобрел более тонкие черты, а одежда приобрела оттенок фэнтезийности.[8]
- Наги Рокуя (яп. 六弥ナギ Рокуя Наги, сэйю: Такуя Эгути) — визуальный член группы, говорящий на ломаном японском. Он наполовину японец, наполовину нордмаранец (Нордмар — вымышленная страна в Северной Европе). Это нашло отражение в его дизайне: Наги, как наполовину скандинав, — голубоглазый блондин.[8] Он переехал в Японию после того, как влюбился в японскую поп-культуру, особенно в аниме, из которых его любимое — Mahou Shoujo Magical★Kokona. Наги уверен в своей привлекательности и обладает харизмой, а также имеет привычку пытаться приударить за любой девушкой в поле зрения, из-за чего ему сложно найти друзей. Несмотря на подобный образ он крайне умен, говорит на 8 языках и разбирается в политике.
- Рику Нанасэ (яп. 七瀬 陸 Нанасэ Рику, сэйю: Кэнсё Оно) — занимающий центральную позицию член группы, брат Тэнна Кудзё. Из-за его положения в центре — его костюм самый открытый в группе.[8] Довольно наивный и энергичный. С детства страдал от болезни дыхательных путей, что не дает ему заниматься чем-то излишне физически активным. Несмотря на это он изо всех сил старается стать идолом. В его изначальном дизайне у него были черные волосы, но в ходе работы они стали светлее.[8]

### Trigger
Противостоящая Idolish7 группа, относящаяся к агентству Yaotome Production Company. Так как основным цветом Idolish7 был белый, то для костюмов Trigger им стал чёрный.
- Гаку Яотомэ (яп. 八乙女 楽 Яотомэ Гаку, сэйю: Ватару Хатано) — лидер группы, получивший звание самого сексуального мужчины Японии. Он может быть груб в общении, но на деле переживает за других. Серьезно относится к семейным узам. Сын главы Yaotome Production Company.
- Тэнн Кудзё (яп. 九条 天 Кудзё: Тэнн, сэйю: Сома Сайто) — центральный член Trigger. Вне сцены он серьёзен и холоден в общении из-за своего перфекционизма. Ценит упорную работу и всегда старается демонстрировать высокий уровень профессионализма. Брат-близнец Рику Нанасэ.
- Рюносукэ Цунаси (яп. 十 龍之介 Цунаси Рю:носукэ, сэйю: Такуя Сато) — «старший брат» в группе. Родом с Окинавы, он стремится стать идолом, чтобы заработать достаточно денег на обучение младших братьев и сестёр и оплату долгов отца. Его сценический образ — дикий и сексуальный плейбой, хотя на самом деле его характер ровно противоположный. Рюносукэ добрый и скромный и выступает в роли миротворца в случае возникновения споров.

### Re:vale
Идол-группа, появляющаяся во второй главе игры.
- Момосэ Сунохара (яп. 春原 百瀬 Сунохара Момосэ, сэйю: Соитиро Хоси), более известен как Момо (яп. 百) — энергичный и приветливый член Re:vale. Слегка проказливый и часто втягивает в свои планы Юки.
- Юкито Орикаса (яп. 折笠 千斗 Орикаса Юкито, сэйю: Синносукэ Татибана), более известен просто как Юки (яп. 千) — собранный и спокойный член группы, а также автор слов для их песен. Порой излишне прямолинеен.

### ZOOL
Идол-группа, представленная в третьей части игры.
- Харука Исуми (яп. 亥清 悠 Исуми Харука, сэйю: Юя Хиросэ) — центральный член группы, а также новый ученик в классе Иори и Тамаки. Он предстает в виде самовлюбленного и требовательного человека, верящего в то, что окружающие ниже его достоинства.
- Тома Инумару (яп. 狗丸 トウマ Инумару То:ма, сэйю: Субару Кимура) — ведущий вокалист группы, раньше выступавшей в группе NO_MAD. Он ненавидит популярных идолов и их фанов из-за того, что в своё время NO_MAD расспались, когда их фанаты переключились на более популярных артистов.
- Минами Нацумэ (яп. 棗 巳波 Нацумэ Минами, сэйю: Котаро Нисияма) — автор слов к песням группы. Ранее был известным актёром. За его улыбкой и располагающим поведением скрывается довольно резкая персона. Он любит собирать информацию о других группах и крайне увлечён созданием песен, желая продемонстрировать свой талант всему миру.
- Торао Мидо (яп. 御堂 虎於 Мидо: Торао, сэйю: Такаси Кондо) — сын богатой семьи. Будучи привлекательным и талантливым, он вырос довольно самовлюбленным. Завидует Рюносукэ Цунаси из-за его доброты и сексуального образа, что переросло в ненависть к всему шоу-бизнесу, наполненному фальшивыми улыбками и ложью.

## Музыка
Кроме саундтрека к играм и аниме от имени музыкальных групп также были выпущены альбомы и синглы.
Альбом Regality группы Trigger стал первым альбомом мужской «вымышленной» группы, занявших первое место в недельном чарте Oricon Albums Chart. Он также попал в топ-20 аниме-альбомов по числу продаж за 2017 год. В 2018 году в топ-30 по продажам среди аниме-альбомов попало сразу два диска, связанных с франчайзом: сборник IDOLiSH7 Collection Album Vol. 1 и Re:al Axis группы Re:vale.
| Список альбомов и их позиций в чартах          | Список альбомов и их позиций в чартах                                 | Список альбомов и их позиций в чартах | Список альбомов и их позиций в чартах | Список альбомов и их позиций в чартах |          |          |
| Название                                       | Детали                                                                | Высшая позиция                        | Высшая позиция                        | Продажи                               |          |          |
| Название                                       | Детали                                                                | JPN Oricon                            | JPN Hot                               | Продажи                               |          |          |
| Idolish7                                       | Idolish7                                                              | Idolish7                              | Idolish7                              | Idolish7                              | Idolish7 | Idolish7 |
| ---------------------------------------------- | --------------------------------------------------------------------- | ------------------------------------- | ------------------------------------- | ------------------------------------- | -------- | -------- |
| I7                                             | Релиз: 24 августа 2016 Лейбл: Lantis Формат: CD, цифровое скачивание  | 2                                     | 2                                     | JPN: 58 519                           |          |          |
| Trigger                                        |                                                                       |                                       |                                       |                                       |          |          |
| Regality                                       | Релиз: 20 сентября 2017 Лейбл: Lantis Формат: CD, цифровое скачивание | 1                                     | 1                                     | JPN: 40 831                           |          |          |
| VARIANT                                        | Релиз: 23 июня 2021 Лейбл: Lantis Формат: CD, цифровое скачивание     | TBA                                   | TBA                                   | JPN: TBA                              |          |          |
| Тацуя Като                                     |                                                                       |                                       |                                       |                                       |          |          |
| Idolish7 Original Soundtrack: Sound of Rainbow | Релиз: 25 апреля 2018 Лейбл: Lantis Формат: CD, цифровое скачивание   | 37                                    | 59                                    | JPN: 2 263                            |          |          |
| Re:vale, TRIGGER, IDOLiSH7                     |                                                                       |                                       |                                       |                                       |          |          |
| IDOLiSH7 Collection Album Vol. 1               | Релиз: 26 сентября 2018 Лейбл: Lantis Формат: CD, цифровое скачивание | 3                                     | N/A                                   | JPN: 28 283                           |          |          |
| Re:vale                                        |                                                                       |                                       |                                       |                                       |          |          |
| Re:al Axis                                     | Релиз: 5 декабря 2018 Лейбл: Lantis Формат: CD, цифровое скачивание   | 4                                     | N/A                                   | JPN: 27 118                           |          |          |
| ZOOL                                           |                                                                       |                                       |                                       |                                       |          |          |
| einsatZ                                        | Релиз: 7 декабря 2020 Лейбл: Lantis Формат: CD, цифровое скачивание   | 7                                     | N/A                                   | JPN: N/A                              |          |          |

| Список синглов и их позиций в чартах | Список синглов и их позиций в чартах | Список синглов и их позиций в чартах | Список синглов и их позиций в чартах | Список синглов и их позиций в чартах |          |          |
| Название                             | Детали                               | Высшая позиция                       | Высшая позиция                       | Продажи                              |          |          |
| Название                             | Детали                               | JPN Oricon                           | JPN Hot                              | Продажи                              |          |          |
| Idolish7                             | Idolish7                             | Idolish7                             | Idolish7                             | Idolish7                             | Idolish7 | Idolish7 |
| ------------------------------------ | ------------------------------------ | ------------------------------------ | ------------------------------------ | ------------------------------------ | -------- | -------- |
| MONSTER GENERATiON                   | Релиз: 2 декабря 2015 Лейбл: Lantis  | 7                                    | N/A                                  | JPN: N/A                             |          |          |
| NATSU☆Shiyouze!                      | Релиз: 7 июля 2016 Лейбл: Lantis     | 4                                    | N/A                                  | JPN: N/A                             |          |          |
| Sakura Message                       | Релиз: 7 июля 2017 Лейбл: Lantis     | 8                                    | N/A                                  | JPN: N/A                             |          |          |
| WiSH VOYAGE / Dancing∞BEAT!!         | Релиз: 14 февраля 2018 Лейбл: Lantis | 5                                    | N/A                                  | JPN: 33 175                          |          |          |
| Nanatsuiro REALiZE                   | Релиз: 20 июня 2020 Лейбл: Lantis    | 9                                    | N/A                                  | JPN: N/A                             |          |          |
| Mr.AFFECTiON                         | Релиз: 8 января 2020 Лейбл: Lantis   | 3                                    | N/A                                  | JPN: N/A                             |          |          |
| DiSCOVER THE FUTURE                  | Релиз: 26 августа 2020 Лейбл: Lantis | 14                                   | N/A                                  | JPN: N/A                             |          |          |
| Trigger                              |                                      |                                      |                                      |                                      |          |          |
| SECRET NIGHT                         | Релиз: 2 декабря 2015 Лейбл: Lantis  | 5                                    | N/A                                  | JPN: N/A                             |          |          |
| Heavenly Visitor / DIAMOND FUSION    | Релиз: 28 февраля 2018 Лейбл: Lantis | 9                                    | N/A                                  | JPN: N/A                             |          |          |
| Crescent rise                        | Релиз: 29 января 2020 Лейбл: Lantis  | 4                                    | N/A                                  | JPN: N/A                             |          |          |
| Re:vale                              |                                      |                                      |                                      |                                      |          |          |
| SILVER SKY                           | Релиз: 22 июня 2016 Лейбл: Lantis    | 6                                    | N/A                                  | JPN: N/A                             |          |          |
| NO DOUBT                             | Релиз: 10 января 2018 Лейбл: Lantis  | 7                                    | N/A                                  | JPN: N/A                             |          |          |
| Re-raise                             | Релиз: 22 января 2020 Лейбл: Lantis  | 16                                   | N/A                                  | JPN: N/A                             |          |          |
| Mirai Notes wo Kanadete              | Релиз: 26 августа 2020 Лейбл: Lantis | 15                                   | N/A                                  | JPN: N/A                             |          |          |
| ZOOL                                 |                                      |                                      |                                      |                                      |          |          |
| Poisonous Gangster                   | Релиз: 30 августа 2017 Лейбл: Lantis | 24                                   | N/A                                  | JPN: N/A                             |          |          |
| Bang!Bang!Bang!                      | Релиз: 15 января 2020 Лейбл: Lantis  | 9                                    | N/A                                  | JPN: N/A                             |          |          |

## Медиа

### Игра
Ритм-игра была разработана и опубликована Bandai Namco Online в сотрудничестве с музыкальной компанией Lantis на Android и iOS 20 августа 2015 года.
Изначальная идея для игры появилась в 2014 году, когда Bandai Namco Online хотели выпустить что-либо новое на смартфоны. И так как в тот момент были популярны произведения о девушках-идолах, рассчитанные на мужскую аудиторию, они решили создать соответствующее произведение для женщин. Работая над геймплеем, команда рассматривала возможность сделать больше игровых элементов, но в итоге все же решила сфокусироваться на сюжете.
Дизайн персонажей в проекте выполнен Ариной Танэмурой. То, насколько будет открытой одежда, зависело от личности персонажа.

### Манга
Адаптация игры в виде манги была создана Нокоси Ямадой и выходила с 2015 года в Hana LaLa Online издательства Hakusensha. Первый том был опубликован 4 декабря 2015 года, а последний седьмой том — 5 августа 2019 года.
С 19 декабря 2016 года выходит другая манга Idolish7: Trigger: Before The Radiant Glory (яп. アイドリッシュセブン TRIGGER -before The Radiant Glory-), рассказывающая о противостоящей Idolish7 группе Trigger. Она написана Бунтой Цусими и проиллюстрирована Ариной Танэмурой. История состоит из одного тома.
Третья манга-адаптация Re:member Арины Танэмуры фокусируется на прошлом группы Re:vale. Она начала публиковаться с 9 декабря 2017 года. Манга состоит из трех томов, последний из которых был выпущен 20 декабря 2019 года.
Роман под названием Idolish7: Ryūsei ni Inoru (яп. アイドリッシュセブン 流星に祈る) был написан Бунтой Цусими и проиллюстрирован Ариной Танэмурой. Он вышел 4 декабря 2015 года. На его основе было создано два тома манги, вышедших в 4 августа 2017 и 4 января 2018 года.

### Аниме
Аниме-адаптация игры была впервые анонсирована в ходе стрима Niconico 19 августа 2016 года. Премьера 17-серийного аниме прошла с 7 января по 19 мая 2018 года. Производством занимается студия Troyca, режиссёром назначен Макото Бэссё, сценаристом — Аюми Сэкинэ. Кадзуми Фукагава занимается адаптацией дизайнов Арины Танэмуры для анимации. Эй Аоки указан в качестве супервизора. Crunchyroll лицензировал сериал для стриминга одновременно с Японией за её пределами.
7 июля 2018 года был подтвержден выход второго сезона Idolish7. 5 апреля 2020 года началась трансляция второго сезона IDOLiSH7 Second Beat!, созданного всё той же командой. 13 апреля 2020 года стало известно, что после четвертой серии выход будет остановлен из-за пандемии COVID-19. 20 августа 2020 года было сообщено, что трансляция продолжится с третьей серии 4 октября 2020 года.
Кроме анимационного телесериала по мотивам игры также были заявлены спин-оффы на основе манг и романов. Мини-сериал из короткометражных выпусков под названием Idolish7: Vibrato выходит эксклюзивно на официальном канале Bandai Visual в YouTube как YouTube Original. Первые выпуски были посвящены группе Trigger. Первая серия была опубликована 16 февраля 2018 года, серии со второй по восьмую выходили с 17 января по 7 марта 2019 года.

### Игры
Bandai Namco Entertainment вышла связанная игра Idolish7 Twelve Fantasia! (яп. アイドリッシュセブン Twelve Fantasia!) для PlayStation Vita 15 февраля 2018 года. Сюжет связан со второй и третьей частью мобильной игры, рассказывая о группах Idolish7, Trigger и Re:vale на объединенном концертном туре по всей Японии. Игрок следит за построением отношений со всеми идолами, следит за их прокачкой и участвует в ритм-игре во время концертов. Финал игры разворачивается на концерте в Zero Arena.

## Критика
В 2016 году Idolish7 обвинялась в плагиате изображения из других мобильных игр про идолов, точнее из The Idolmaster и Uta no Prince-sama, отмечая, что некоторые позы были явно обведены или скопированы. Bandai Namco Entertainment обнародовала заявление 9 сентября на официальном сайте Idolish7, сообщив, что адвокат рассмотрел соответствующие изображения и заключил, что в них нет плагиата. Также Bandai Namco Entertainment заявила о недостоверности слухов о том, что главная героиня Цумуги является отражением дизайнера персонажей Арины Танэмуры.